# HMS Repulse (1916)
HMS Repulse var en brittisk slagkryssare av Renown-klass som sjösattes 1916 och sänktes av japanska styrkor utanför Malaya den 10 december 1941 under andra världskriget.
Hon var ursprungligen menad att vara en del av Revenge-klassen men beställdes som en modifierad version. Hon sjösattes år 1916 vilket var för sent för att delta i slaget vid Jylland men också för tidigt för att ta till sig händelserna som utspelade sig under slaget. Hon hann dock delta i första världskriget då hon tog en plats i Grand Fleet i september 1916 som flaggskepp i första slagkryssareskadern. 
Repulse deltog i strid första gången den 17 november 1917 vid andra slaget vid Helgolandsbukten. Under kapten William "Ginger" Boyles befäl fick hon stridskänning med två tyska slagskepp, Kaiser och Kaiserin, innan de retirerade. Månaden efter skadades Repulse i en kollision med slagkryssaren Australia.
Hon betraktades som ett fartyg som ständigt behövde underhållas och gavs det föga smickrande smeknamnet HMS Repair (HMS Reparera). Hennes systerfartyg Renown fick smeknamnet HMS Refit (HMS Utrusta). Den första ombyggnaden av Repulse' gjordes 1918–1920. Det viktigaste momentet i ombyggnaden var utbytet av hennes 152 mm sidopansar till ett 229 mm, samt ytterligare en 152 mm sektion ovanför detta, skyddande vad som tidigare var obepansrat. Tillsammans med förbättrat ytterpansar mot torpederingar blev det ytterligare 4 300 ton pansar. Hennes topedtuber flyttades från under vatten till på däck.

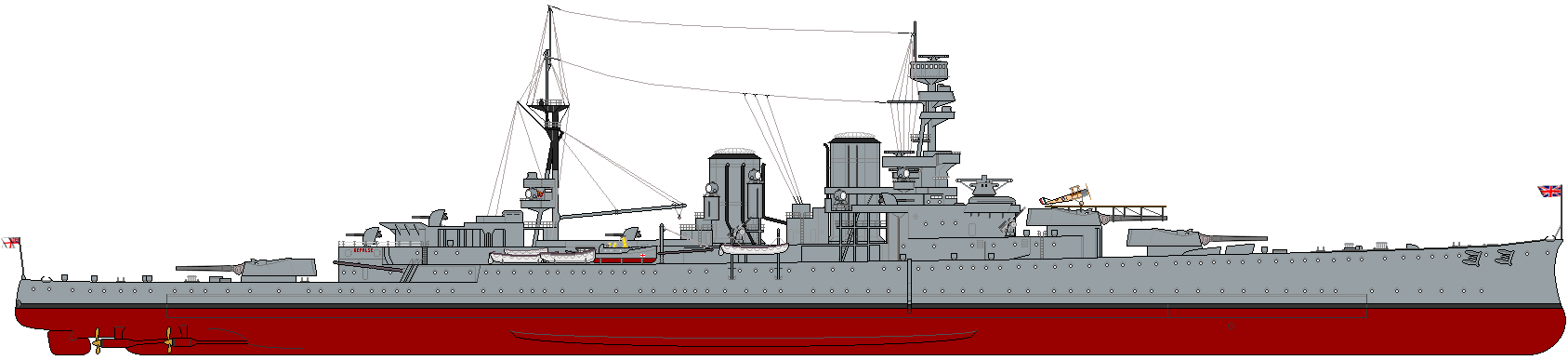
Repulse som hon såg ut år 1919.

Mellan 1924 och 1925 byttes blandningen av lågvinklade 102 mm och högvinklade 76 mm-kanoner ut mot 102 mm högvinklade kanoner. Förbättringar på luftvärnskanonerna gjordes också liksom möjligheter för en flygspanare.
Den sista stora byggnationen gjordes mellan 1933 och 1936 då hon fick mer pansar, fler luftvärnskanoner (40 mm) och 12,7 mm kulsprutor samt en flygplanskatapult med två hangarer. Till en början utgjordes flygplanen av Fairey Swordfish-sjöflygplan (ersattes år 1941 med Supermarine Walrus). Efter ombyggnaden gick hon i Medelhavet.
Efter andra världskriget brutit ut år 1939 opererade Repulse i olika jagargrupper som hade bildats för att jaga tyska handelsfartyg. Hon sattes dock aldrig i strid. I december utförde hon eskorttjänst för truppförflyttningar mellan Kanada och Storbritannien. Under inledningen av det allierade fälttåget i Norge skyddade Repulse brittiska minutläggningar. I juli 1940 då Glowworm sänktes av Admiral Hipper deltog Repulse i sökandet, men misslyckades med att få kontakt. Under evakueringen av de brittiska styrkorna i slutet av fälttåget förflyttades Repulse från de norska konvojerna, för att istället leta efter den tyska invasionsstyrka som man misstänkte skulle invadera Island. Tyskland planerade dock aldrig en sådan invasion, så Repulse återvände för att skydda konvojerna i början av 1941.
I januari 1941 deltog Repulse i jakten på de tyska slagkryssarna Scharnhorst och Gneisenau. I maj deltog hon i jakten på Bismarck. Ursprungligen var hon planerad att eskortera en konvoj till Mellanöstern runt Afrika men gick istället som en del av Home Fleet. Hon skiljdes dock från huvudgruppen på grund av den senaste striden där man hade förlorat Hood och på grund av bränslebrist.
I augusti flyttades hon över till Kapstaden i Sydafrika, och i oktober till Indien dit hon anlände den 28 oktober. I slutet av 1941 då krig med Japan hotade allt mer, skickades Repulse till fjärran östern som ett avskräckningsmedel mot fortsatt japanskt angrepp. Kort efter att kriget i Stilla havet brutit ut den 8 december 1941 lämnade Repulse Singapore tillsammans med andra viktiga delar av Eastern Fleet. Bland annat med det snabba slagskeppet Prince of Wales och fyra jagare för att genskjuta den japanska invasionskonvojen som styrde mot Malaya.
Flottans befälhavare, amiralen sir Thomas Phillips visste att de brittiska styrkorna inte kunde garantera hans eskader luftunderstöd, men valde trots det att fortsätta. Han trodde att de japanska trupperna inte kunde operera så långt ifrån land, och han trodde också att hans fartyg var relativt skyddade mot en dödlig attack från luften eftersom inget stort örlogsfartyg dittills någonsin sänkts genom luftangrepp. Den största enheten som dittills hade sänkts av enbart stridsflygplan hade varit en tung kryssare.

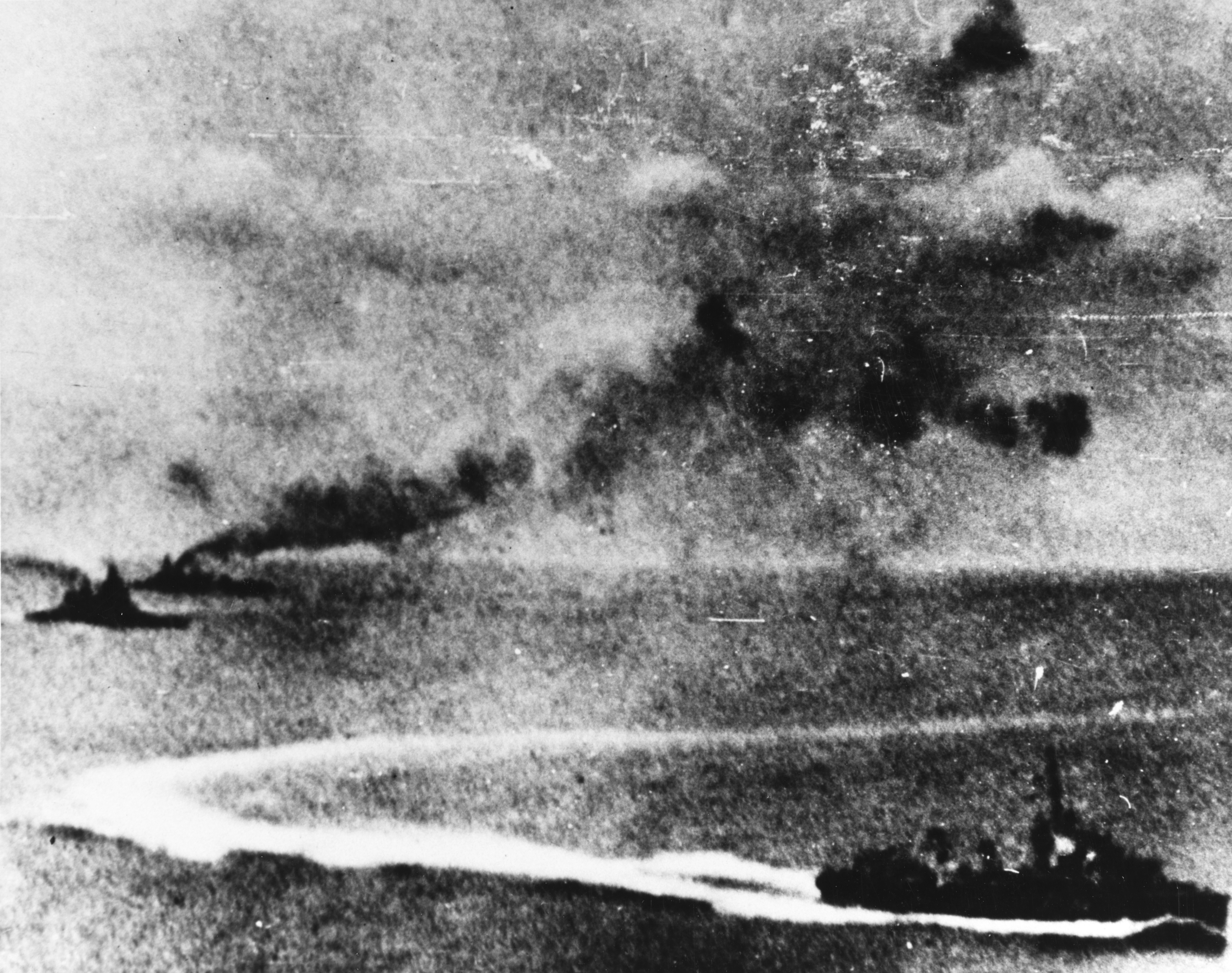
(vänster, främst) och Repulse (vänster, bakom) under japansk flygattack den 10 december 1941. En jagare, antingen eller, manövrerar i förgrunden.

Den 10 december 1941, efter det misslyckade sökandet efter den japanska invasionsstyrkan, siktades japanska flygplan. Flottan attackerades av 86 japanska stridsflygplan från den 22:a flygflottiljen som var baserade i Saigon. Fastän Repulse var ett äldre fartyg än Prince of Wales överlevde hon en bombträff och lyckades väja för 14 torpeder innan hon sänktes 20 minuter efter att ha blivit träffad av fem torpeder. Jagarna Electra och Vampire skyndade till undsättning för att rädda överlevande från Repulse, samtidigt som Express räddade överlevande från Prince of Wales. Efter undsättningen bemannade några överlevande från Repulse stridsställningar på Electra, så att sjömännen på Electra kunde rädda fler. Särskilt artilleristerna på Repulse bemannade 100 mm kanonerna, och fartygstandläkaren på Repulse assisterade Electras sjukvårdsgrupp i arbetet med de skadade. Totalt räddades 1 285 man från Repulse, där Electra räddade 571. Totalt stupade 327 man. Electra och andra jagare återvände till Singapore och lastade av överlevande där. Sänkningen av Repulse och Prince of Wales genom luftangrepp bevisade att även stora örlogsfartyg var mycket sårbara om de inte hade omfattande luftunderstöd från land eller från hangarfartyg.
Vrakplatsen förklarades som 'skyddad plats' år 2001 enligt Protection of Military Remains Act 1986, precis före 60-årsdagen av sänkningen.